# Пушкинская площадь
Пу́шкинская площадь — площадь, расположенная в ЦАО Москвы, между Тверским и Страстным бульварами, разделёнными Тверской улицей, в 1 км к северо-западу от Кремля.
Историческое название — Страстна́я площадь (по Страстному монастырю), иначе площадь Тверски́х воро́т (по Тверским воротам Белого города). Современное название получила в 1931 году.

## История

### Тверские ворота Белого города

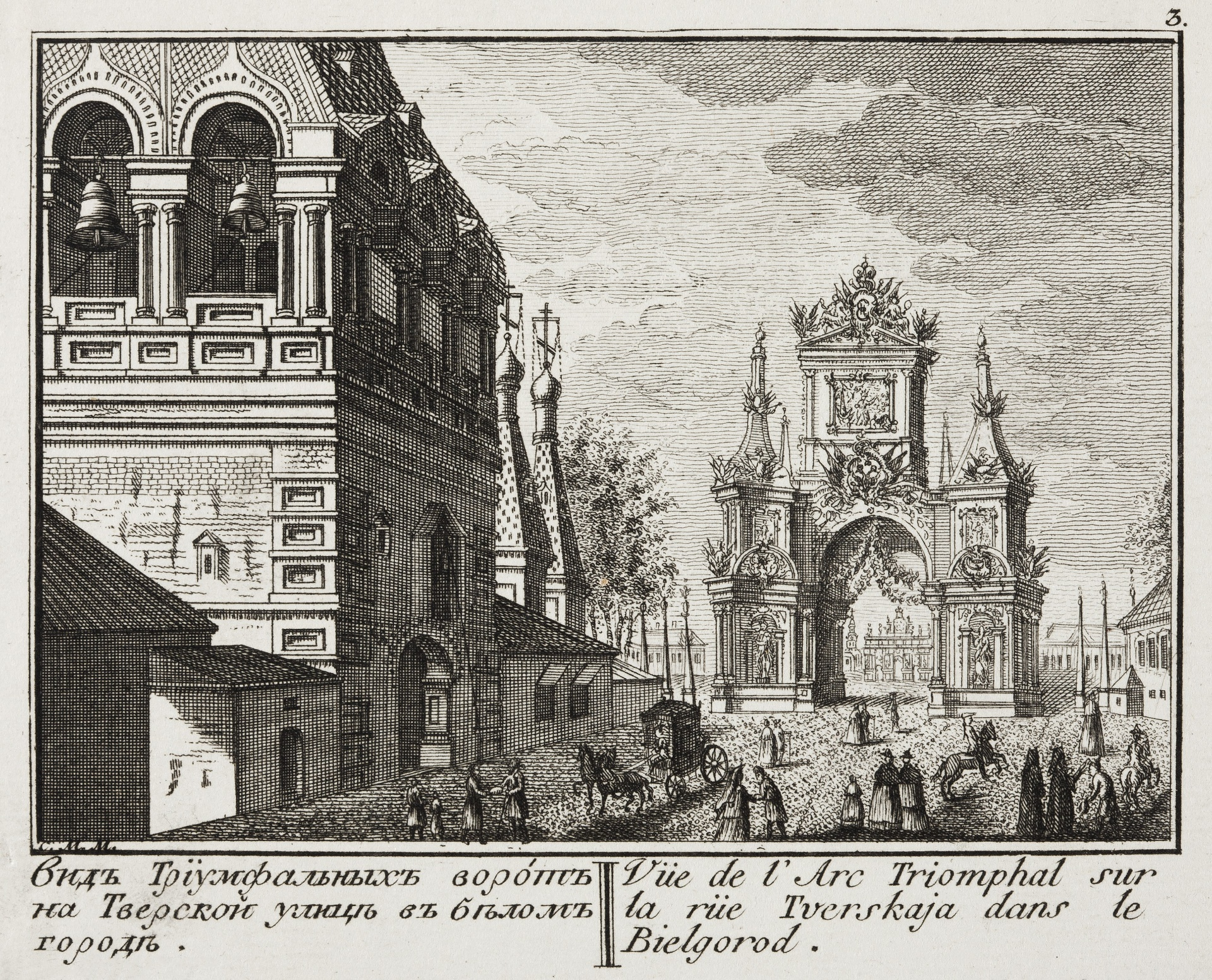
Триумфальные ворота Екатерины II (арх. Ухтомский) со стороны церкви Димитрия Солунского (изображено здание XVII в. до перестройки)

С конца XVI века на месте нынешней площади стояли Тверские ворота Белого города, через которые проходила дорога на Тверь (и далее на Новгород Великий, впоследствии также на Петербург). У ворот на земле, принадлежавшей будущему тестю царя Алексея Михайловича Илье Даниловичу Милославскому, в 1646 году была поставлена церковь в честь Страстной иконы Божьей матери, с 1654 года здесь действовал Страстной женский монастырь (не сохранился), вокруг которого возвели ограду, а в 1692 году на территории монастыря была установлена надвратная колокольня. По другую сторону улицы стояла каменная двухшатровая церковь Димитрия Солунского(не сохранилась). По другую сторону стены вдоль Малой Дмитровки находился Путевой посольский двор, где останавливались европейские послы, въезжавшие в Москву по Тверской дороге (из Новгорода). У двора близ ворот, в одни годы с монастырем была построена оригинальная трёхшатровая Церковь Рождества Богородицы в Путинках, именовавшаяся также церковью «что за Тверские ворота на Дмитровке» и сохранившаяся поныне. У ворот вдоль улицы жили в основном кузнецы: в 1641 году за Тверскими воротами находилось 63 кузницы; в 1670 году там, кроме кузниц, отмечено также 12 лавок (главным образом мясных и мучных). При пожаре 1778 года сгорел соборный храм монастыря и часть построек монастыря, но в 1779 году собор был восстановлен.

### Образование площади
Ворота были снесены в 1720 году, так что на их месте образовалась небольшая площадь. В следующем же году на ней была построена триумфальная арка для торжественного въезда в древнюю столицы Петра I в честь заключения Ништадтского мира. С тех пор на протяжении XVIII в. на месте ворот регулярно ставили триумфальные арки к каждой новой коронации. Особенно запомнилась москвичам екатерининская арка архитектора Дмитрия Ухтомского (1763); также была воздвигнута арка в 1773 году в честь торжественного въезда в Москву победителя турок Петра Румянцева-Задунайского.
В 1770-е годы была разобрана стена Белого города, в 1784 году кузницы были переведены за Земляной вал, в 1794-м — убраны находившиеся на площади лавки. В 1791 году была снесена старая церковь Дмитрия Солунского (колокольня осталась на месте), вместо неё была построена новая, в стиле барокко (вновь перестраивалась в 1832 году). Эта церковь славилась своим хором: известен случай, когда в 1804 году присутствовавшая публика сопроводила пение хора театральными аплодисментами и криками: «фора!» «фора!» (слово употреблялось тогда вместо современного «браво!»). В 1796 году на месте снесённой стены появился Тверской бульвар, — первый в Москве, тотчас ставший излюбленным местом прогулок.

### XIX век
В 1803 году напротив торца монастыря был выстроен особняк М. И. Римской-Корсаковой, так называемый «дом Фамусова». Считается, что именно общество, окружавшее Римскую-Корсакову, и устраиваемые ею балы описал в «Горе от ума» Грибоедов, бывавший в этом доме, равно как и Пушкин (это доказывается в известной книге М. О. Гершензона «Грибоедовская Москва»). (После смерти Римской-Корсаковой, в доме разместилось Строгановское училище технического рисунка, в советские времена — Коммунистический университет народов Востока, в котором учились в частности Хо Ши Мин и Назым Хикмет).
В 1855 году Страстной монастырь по проекту архитектора Михаила Быковского построил стену с башнями и колокольню, ставшую новой доминантой площади.
В 1880 году напротив монастыря, на Тверском бульваре, где любил прогуливаться Пушкин, был воздвигнут памятник поэту, работы Александра Опекушина, созданный на народные деньги по подписке, которую открыли Иван Тургенев и Федор Достоевский.
Вплоть до 1890 года на Страстной площади торговали сеном и дровами; здесь была стоянка извозчиков и актёрская биржа. В 1872 году от площади была проложена линия конно-железной дороги в сторону Бутырской заставы — Петровского парка (так называемая Долгоруковская линия). В 1899 году по этой линии впервые в Москве пошёл трамвай. На самой площади мимо монастыря трамвай пошёл в 1906 году. В 1907 году здесь же появился «первый извозчик на автомобиле», то есть шофер такси.

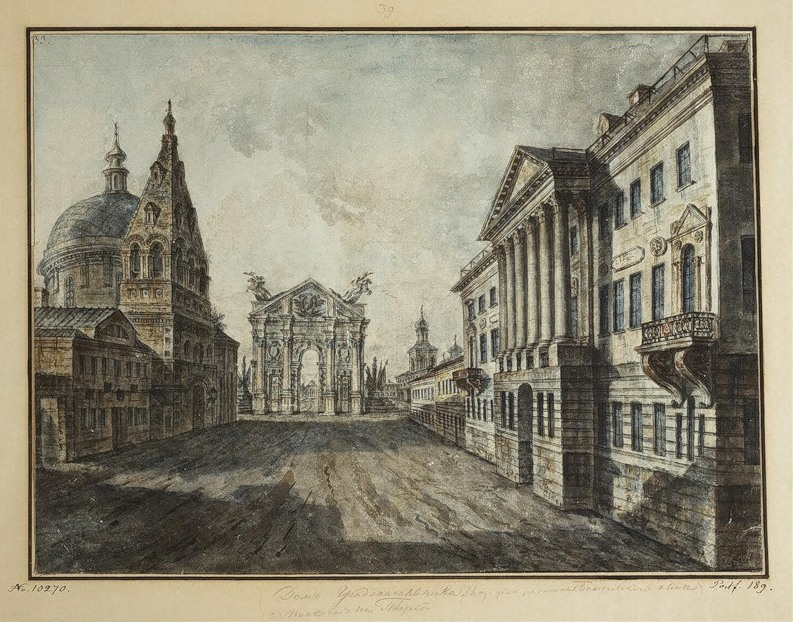
Триумфальная арка Павла I от дома Козицкой/Белосельского-Белозерского (ныне Елисеевский магазин). Рис. Алексеева, 1800
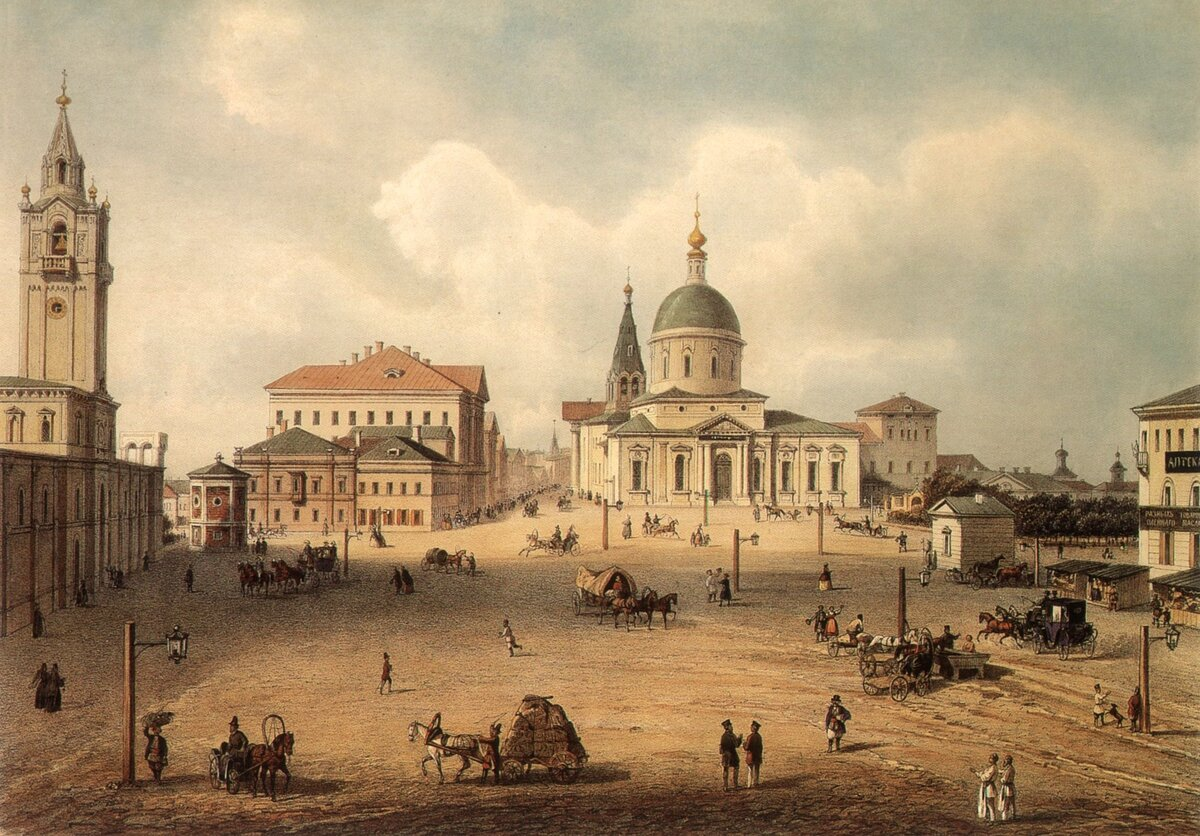
Страстная площадь в середине XIX века
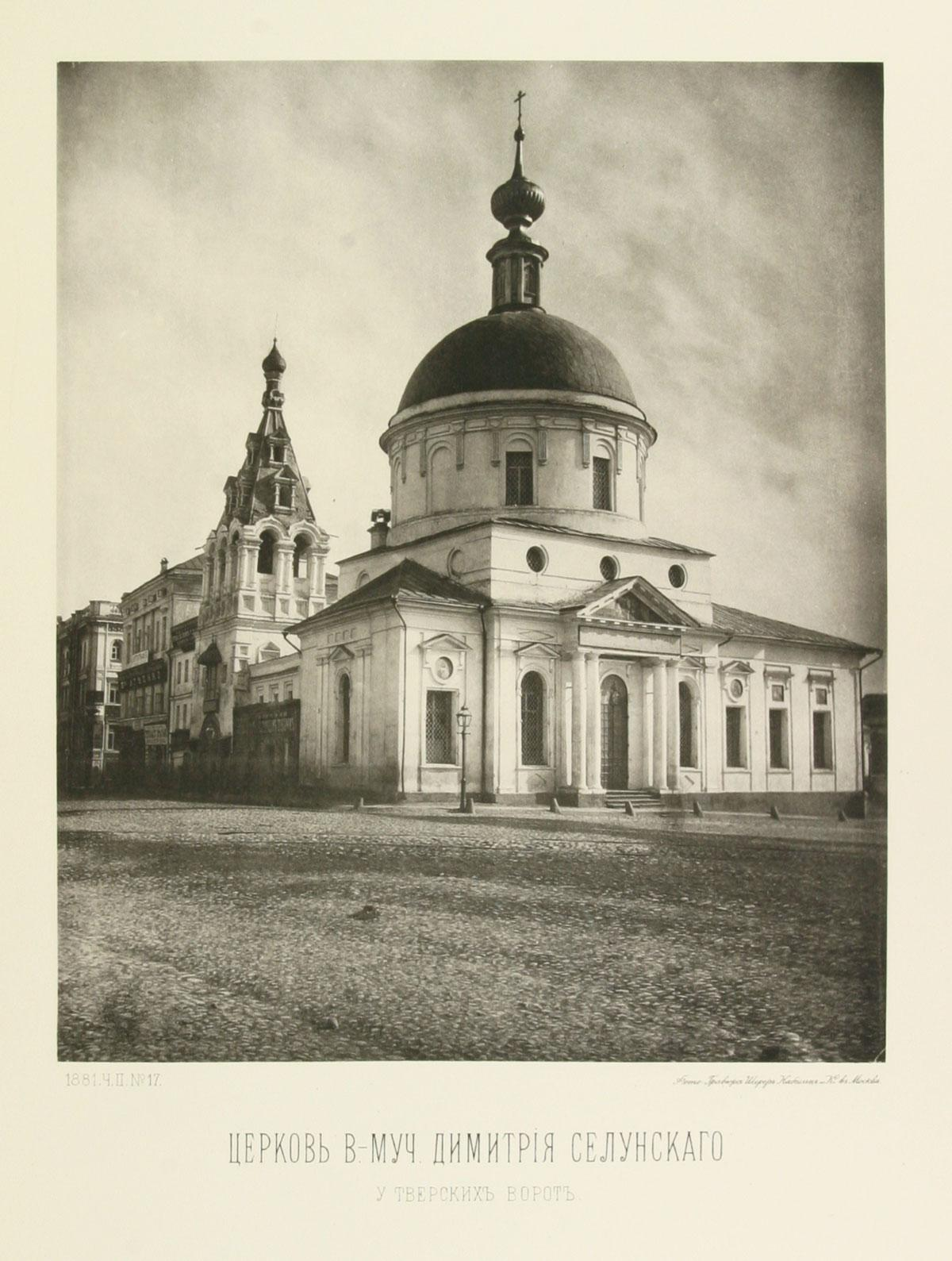
Церковь Димитрия Солунского, 1881
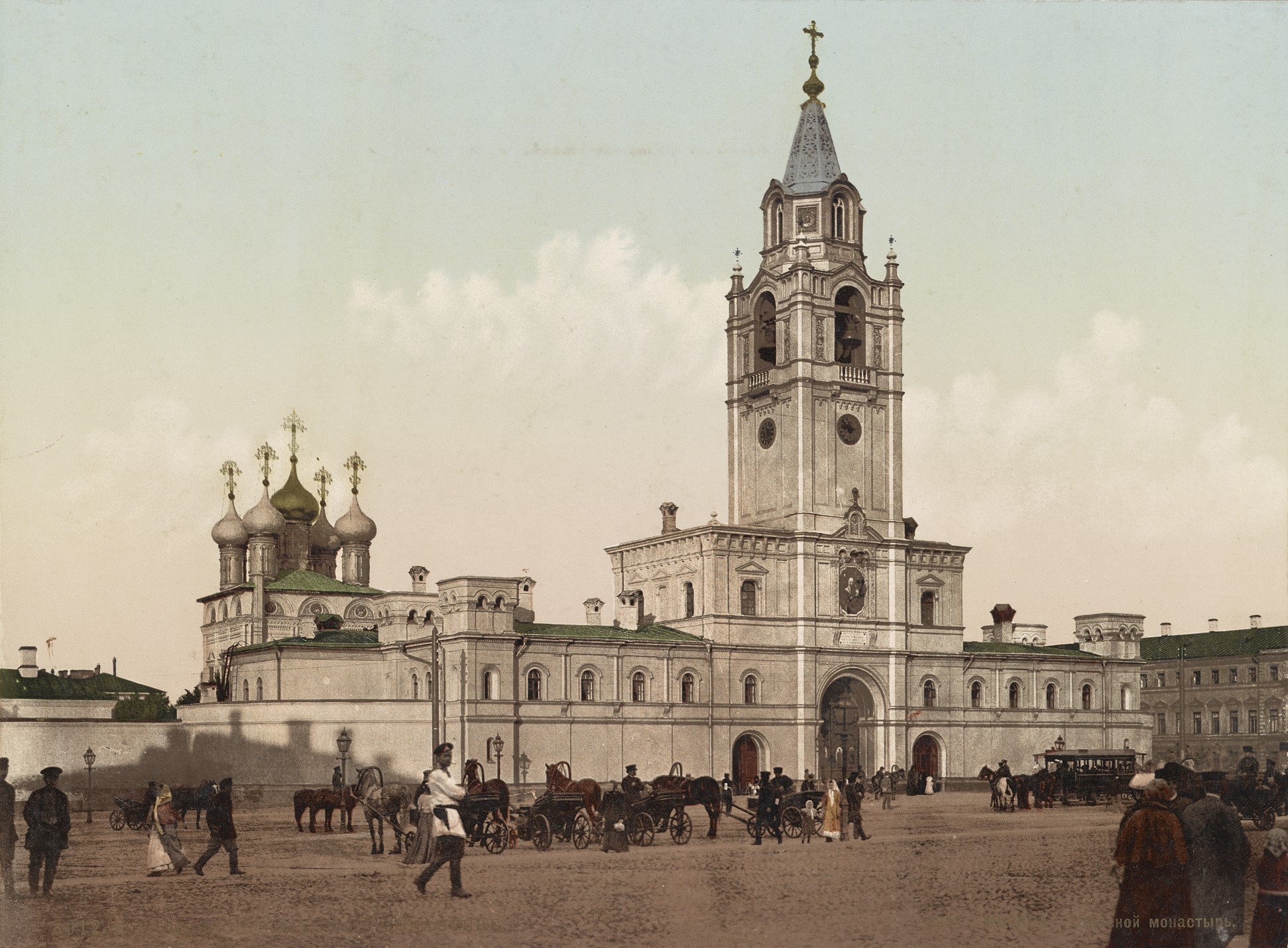
Страстной монастырь в конце XIX века
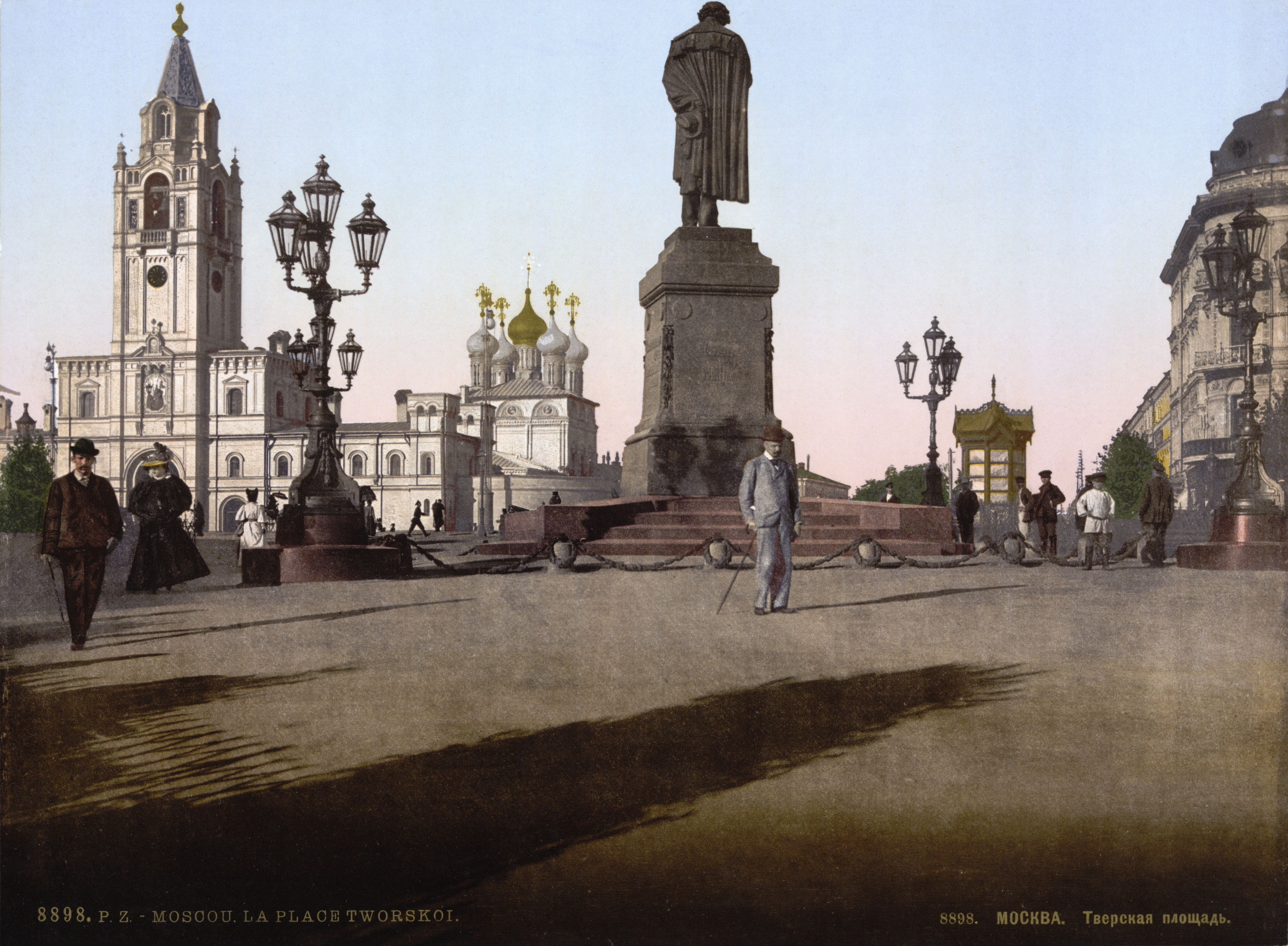
Площадь в конце XIX века
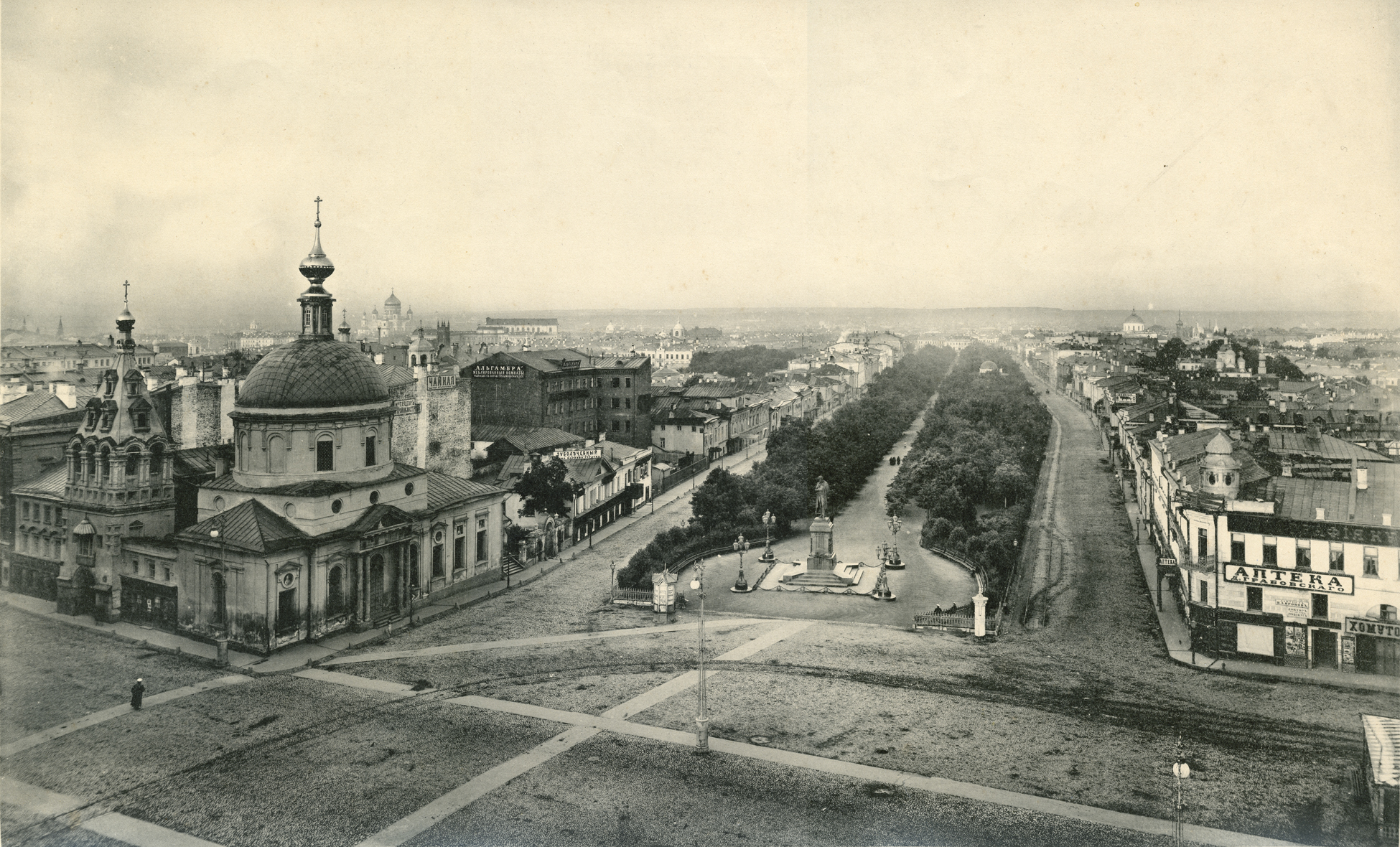
Страстная площадь, 1900-1901 гг.

### XX век
9-10 декабря 1905 году на Страстном бульваре были построены баррикады, здесь произошли столкновения восставших с драгунами и армией. Восставшие были расстреляны из пулеметов с колокольни монастыря: «Вся площадь залита кровью. Пожарные смывают её» — писал в дневнике Максим Горький.
Во время октябрьских боёв 1917 года площадь находилась в руках большевиков, для которых имела крайне важное значение, так как обеспечивала связь Пресни с Моссоветом. 27 октября площадь была захвачена юнкерами, однако на следующий день отбита большевиками, которые поставили там орудия (одно — у памятника Пушкину) и повели обстрел позиций юнкеров на Тверском бульваре и их штаба в Александровском училище (у Арбатской площади).

### Советская и постсоветская эпоха

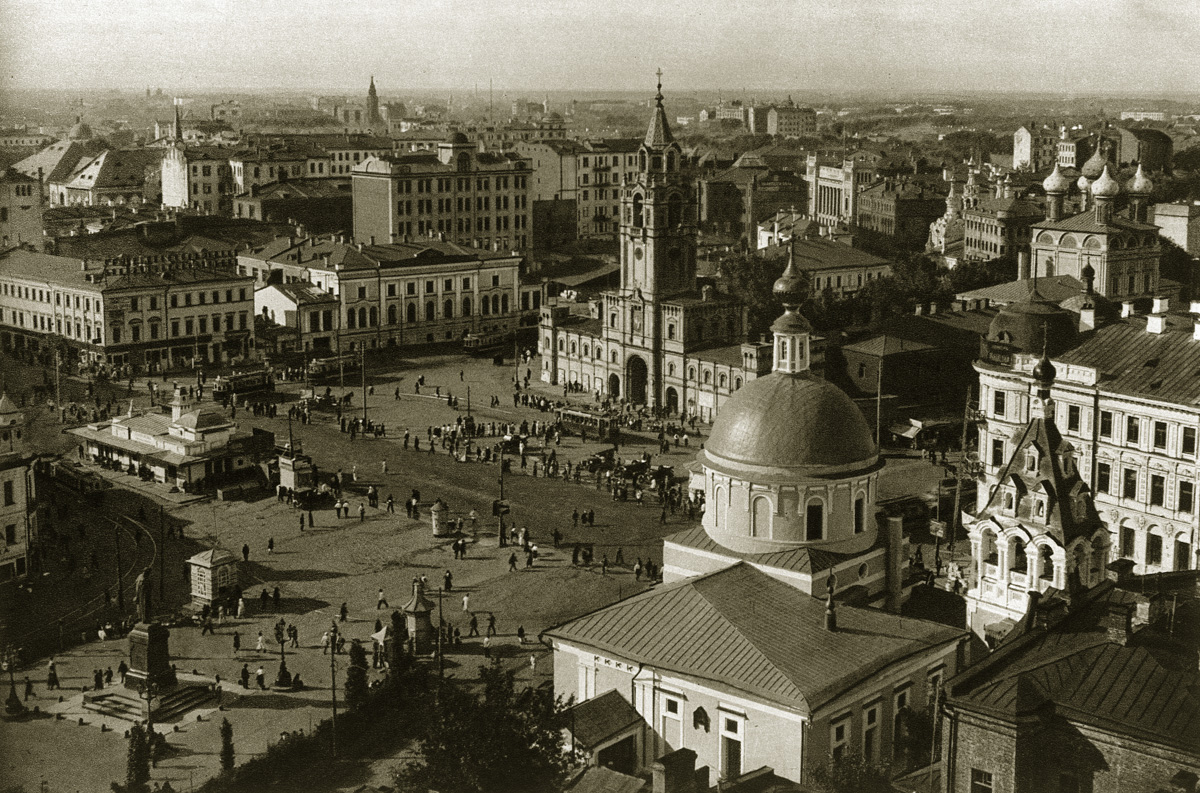
Страстная площадь в 1925—1926 годах

В 1919 году Страстной монастырь был закрыт, а в 1928 году в нём был открыт антирелигиозный музей. Годом раньше рядом около «дома Фамусова» было построено многоэтажное здание в стиле конструктивизма — редакция газеты «Известия» (архитектор Г. Б. Бархин, при участии М. Г. Бархина)

В 1931 году площадь поменяла имя со Страстной на Пушкинскую в связи с подготовкой к столетию гибели поэта (по словам краеведа Н. А. Шамина, решение переименовать Страстную площадь в Пушкинскую площадь возникла ещё в 1899 году, к столетию рождения поэта).

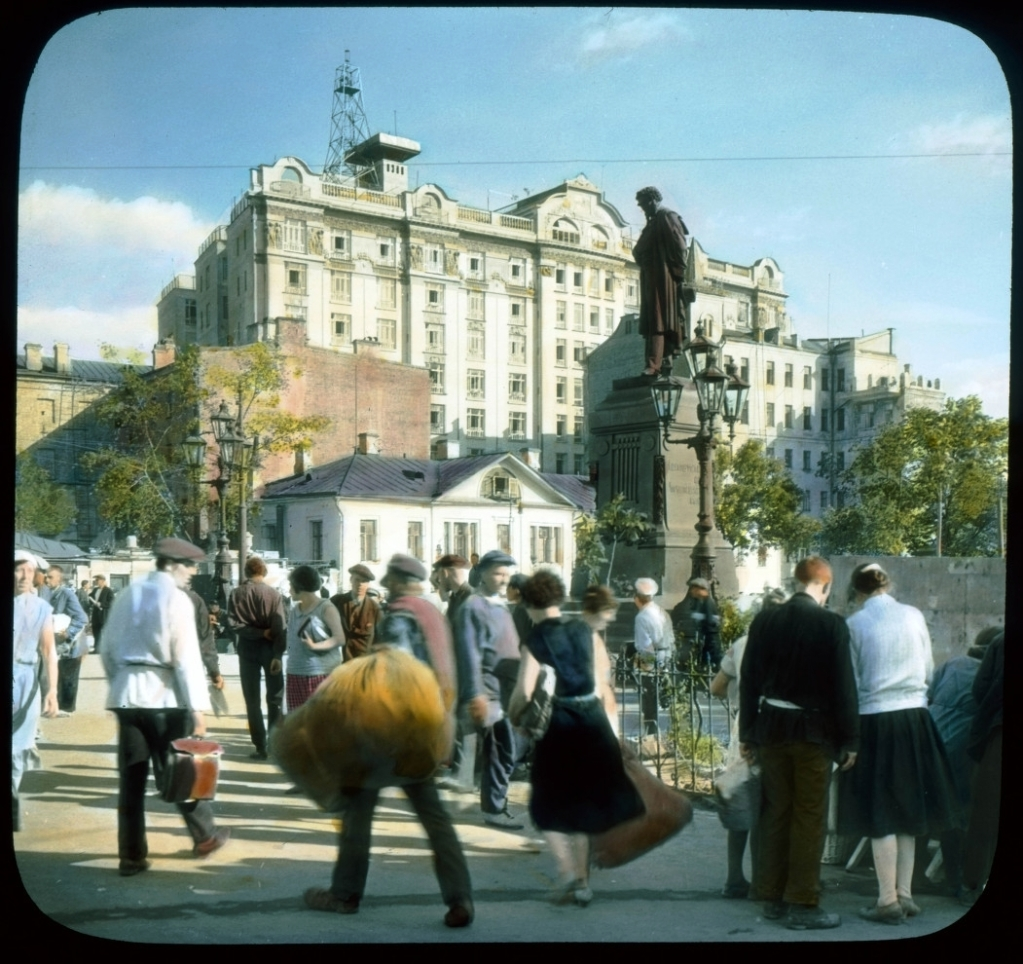
Площадь в 1932 году (памятник Пушкину стоит ещё на Тверском бульваре)

В 1934 году были объединены, перестроены и надстроены угловой дом № 16 (1880, архитектор Август Вебер) и трехэтажный дом № 16/2 рядом с ним: в этом здании с куполом, создающем характерный силуэт площади, помещалось Всесоюзное театральное общество, Дом актёра и редакция газеты «Московские новости».
Осенью того же 1934 года, несмотря на протесты искусствоведов, настаивавших на сохранении хотя бы уникальной шатровой колокольни XVII века, была снесена церковь Димитрия Солунского. В 1939 году на её месте Аркадием Мордвиновым было построено здание с башенкой, на которую была водружена гипсовая скульптура девушки, держащей над головой модель яхты (впоследствии скульптура обветшала и была убрана из-за угрозы обрушения). Благодаря этой скульптуре здание получило прозвище «Дом под юбкой» Начиная с 1952 года в этом здании помещается магазин «Армения».

В 1937 году был снесён Страстной монастырь.

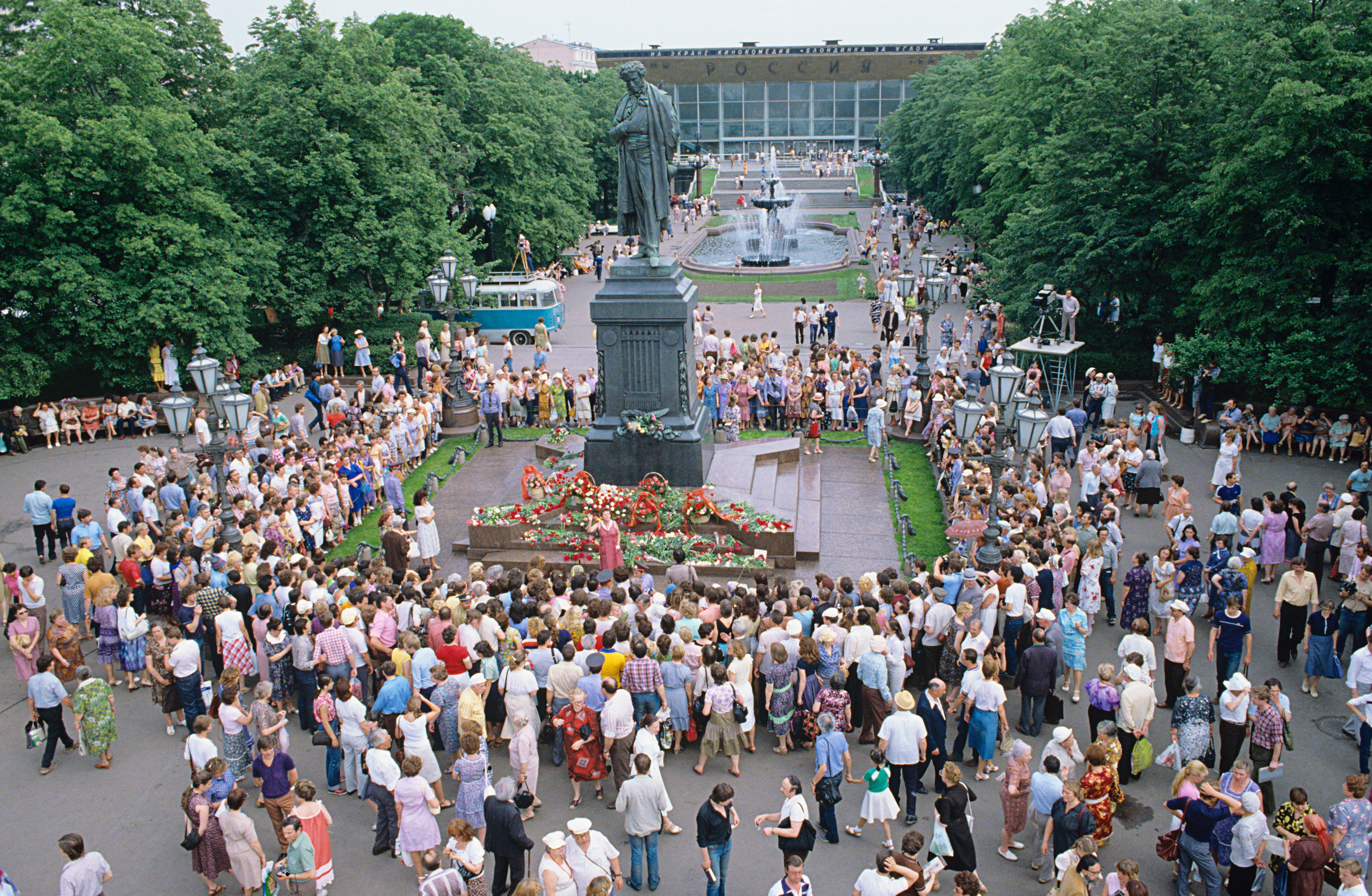
Площадь летом 1984 года

В 1948 году памятник Пушкину был перенесён с другой стороны улицы на место монастыря по личному указанию Сталина. В 1949—1950 годах по проекту архитекторов А. М. Заславского и М. А. Минкуса на площади разбили сквер.
В 1961 году на месте снесённого монастыря был построен кинотеатр «Россия» (архитектор Ю. Н. Шевердяев, совместно Э. Гаджинским, Д. Солоповым), позднее — кинотеатр «Пушкинский» (1997—2012) и театр под оригинальным названием (с 2012 года). В 1975 году на месте снесённого несмотря на протесты общественности «дома Фамусова» было построено новое здание редакции газеты «Известия».
В сталинскую эпоху в праздничные дни 1 мая, 7 ноября и на Новый год на площади устраивались народные гулянья с базарами, где продавали детские игрушки и сласти, выступлениями артистов с эстрады и военного оркестра и пр.

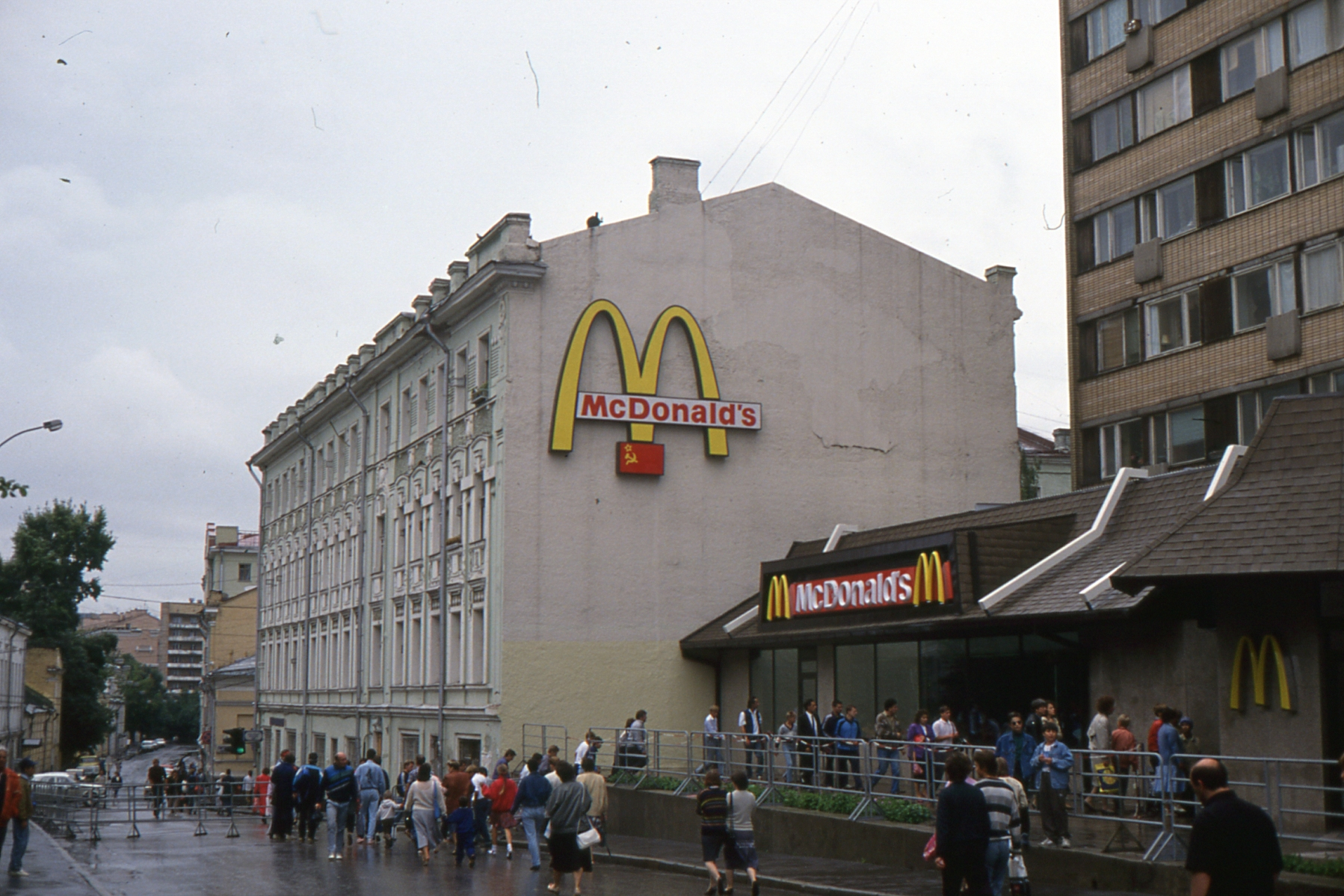
Первый в СССР ресторан McDonald’s, открывшийся в Москве на Пушкинской площади 31 января 1990 года

Во второй половине 1960-х Пушкинская площадь стала традиционным местом диссидентских демонстраций, начиная с первой из них — «митинга гласности» 5 декабря 1965 года. Демонстрации на 5 декабря (День конституции) стали после этого ежегодными, и начиная со второй в них принимал участие Андрей Сахаров.
В эпоху «перестройки» площадь стала главным центром общественной жизни, так как на стендах перед редакцией «Московских новостей» вывешивались свежие номера газеты, и вокруг стендов постоянно собиралась бурно обсуждающая их и дискутирующая на политические темы толпа. 21 августа 1988 г. при разгоне несанкционированного митинга «Демократического союза», посвященного годовщине ввода советских войск в Чехословакию, был впервые применен спецназ, жестокость которого вызвала общее недовольство. Местом митингов, как санкционированных, так и не санкционированных, Пушкинская площадь остается и в начале XXI века, в частности, она стала ареной крупных Маршей несогласных в 2007 г.
31 января 1990 года на Пушкинской площади открылся первый в СССР ресторан «Макдоналдс», что стало знаковым событием и вызвало фурор: чтобы попасть в него, надо было отстоять несколько часов в очереди на морозе.

### Планы реконструкции

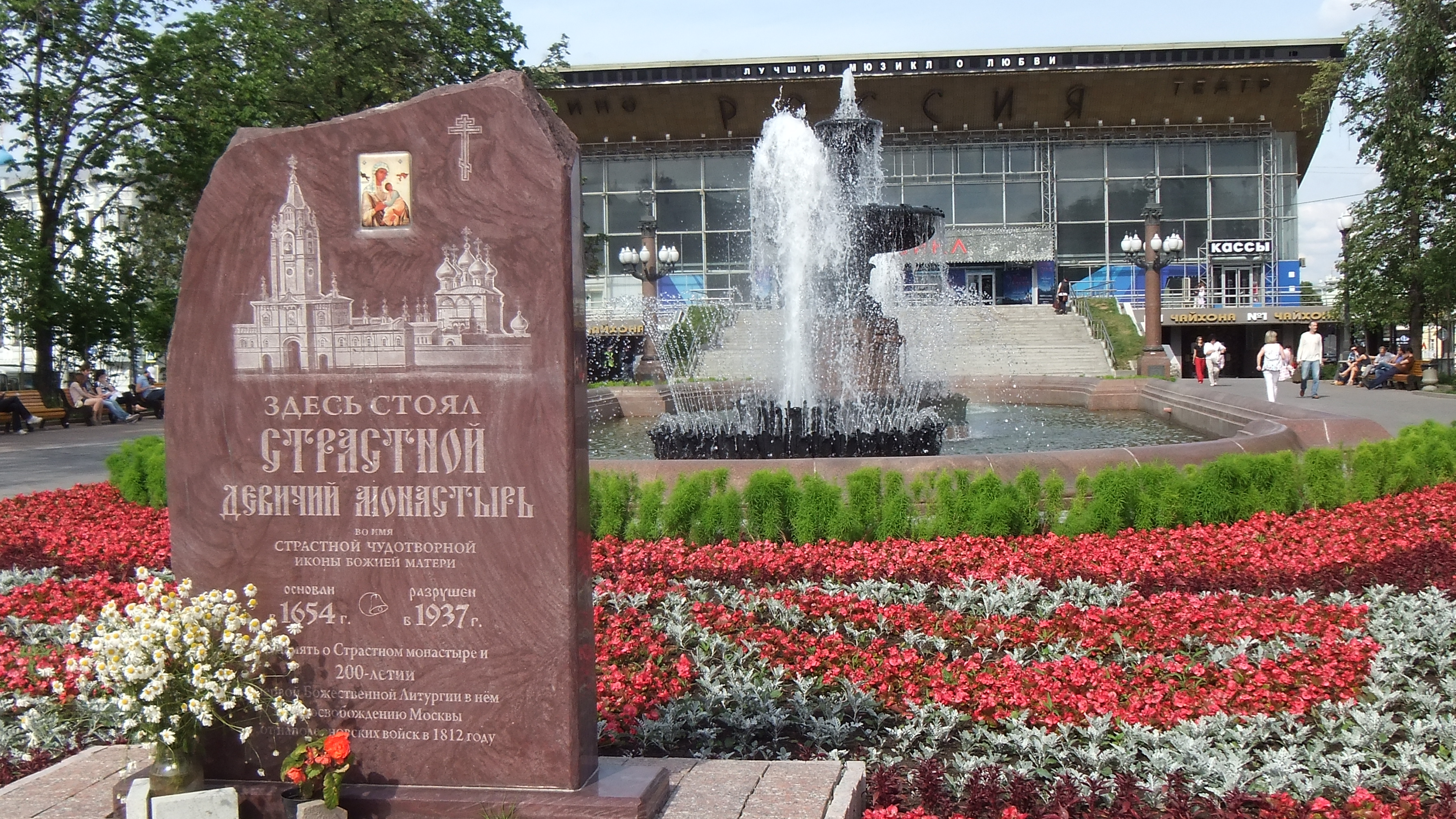
Пушкинская площадь, 2014

В середине 2000-х годов городские власти объявили о планах серьёзной реконструкции площади, предусматривающей строительство подземной развязки и крупного подземного торгового центра. На месте снесенного в 1930-х годах Страстного монастыря планировалось сооружение подземного паркинга на 1000 автомобилей (архитектор проекта — Абдула Ахмедов, инвестор — турецкая компания «Гюнал Иншаат Тиджарет ва Санаии А. Ш»). Однако из-за экономического кризиса этот проект был отложен и строительство не началось.

## Здания и сооружения

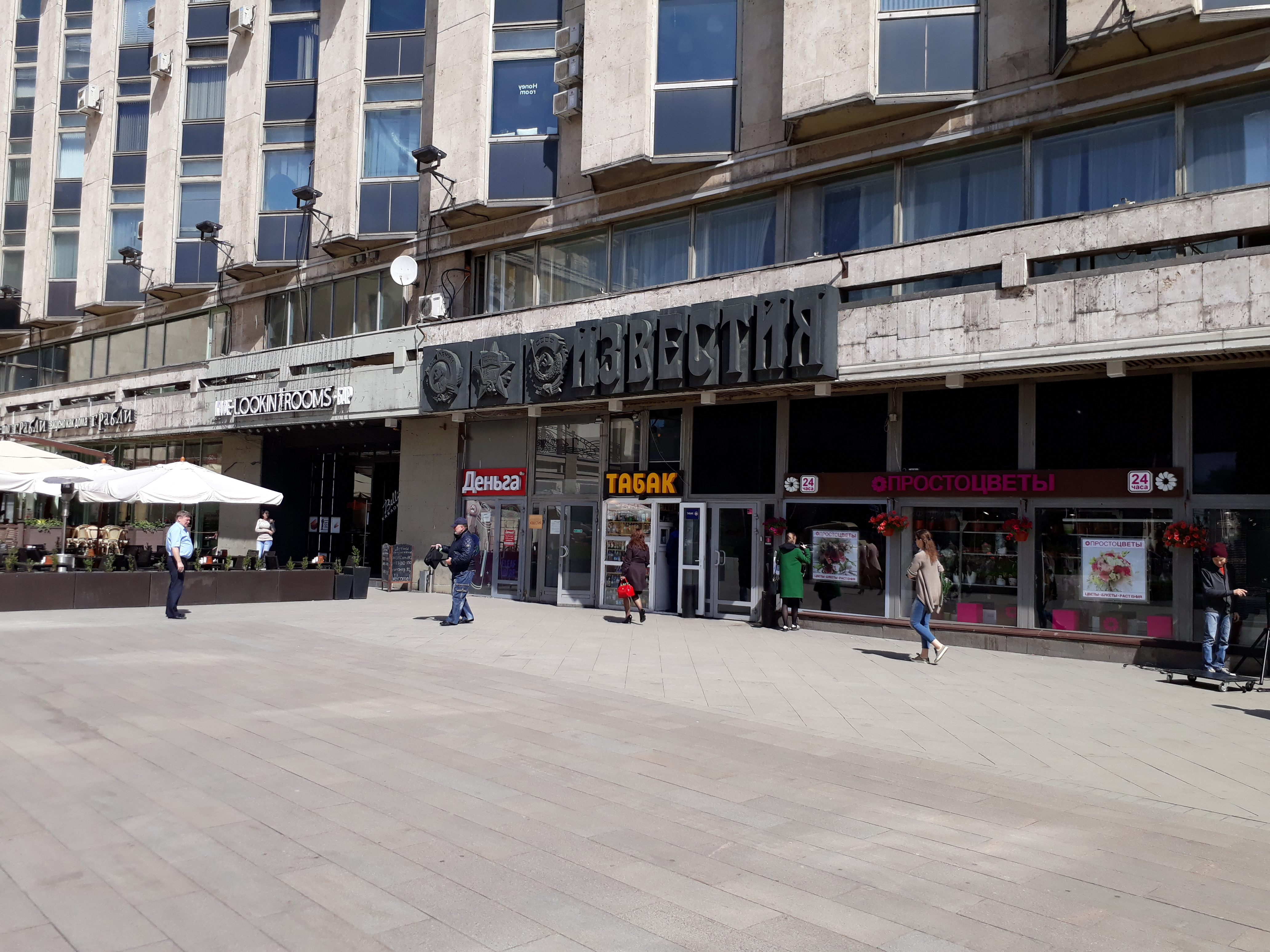
Новое здание редакции газеты «Известия» на Пушкинской площади (фото 2017 года)

- Тверская улица, 19. Жилой дом. Построен в 1940—1949 годах по проекту архитекторов М. П. Парусникова и Г. П. Баданова
- Торговый комплекс «Тверской пассаж»
- Здание газеты «Известия»
- Выходы станций метрополитена «Пушкинская», «Чеховская», «Тверская»
- Пушкинская пл., 7. Главный дом городской усадьбы Долгоруковых-Бобринских
- Малая Дмитровка улица, 2. Жилой дом, построен в 1911 году по проекту архитектора Л. В. Стеженского
- Театр «Россия», в прошлом — одноимённый кинотеатр (1965—1997) и кинотеатр «Пушкинский» (1997—2012)
- Памятник А. С. Пушкину (Москва, Пушкинская площадь)
- Фонтан «Пушкинский»
- Памятный знак «Некрополь Страстного монастыря XVII—XX вв.». Здесь покоятся останки людей, обнаруженные на территории Пушкинского сквера во время его реконструкции и захороненные 26 августа 2013 г.
- Памятный камень. Установлен 18 августа 2012 года и освящён 26 августа в память о существовавшем здесь Страстном монастыре
- Страстной бульвар, 6. Жилой дом 19 века.
- Страстной бульвар, 4. Жилой дом
- Тверская улица, 16/2 строение 2. Идёт строительство гостиницы на месте снесённого здания бывшей редакции газеты «Московские Новости»
- Тверская улица, 16. Торгово-деловой центр «Галерея Актёр». Бывшие доходные дома М. С. Логуновой. Построен в 1880—1882 гг., архитектор А. Е. Вебер. Дом надстроен в 1935 г. Здесь находился бывший советский центральный дом актёра, сгоревший в 1990 г.
- Тверская улица, 17/28. Дом «под юбкой». Построен в 1940 году по проекту архитектора А. Г. Мордвинова.

## Общественный транспорт
- Станции метро  Тверская,  Пушкинская,  Чеховская.
- Автобусы м1, е30, н1, н12 — по Тверской улице.
- Автобус м40 — по Малой Дмитровке и Тверской улицам.
- Автобусы м5, с511 — по Бульварному кольцу.